# Сельское поселение Востровское
Сельское поселение Востровское — сельское поселение в составе Нюксенского района Вологодской области.
Центр — деревня Вострое.
Население на 1 января 2014 года — 783 человек.
Образовано 1 января 2006 года в соответствии с Федеральным законом № 131 «Об общих принципах организации местного самоуправления в Российской Федерации».
В состав сельского поселения вошёл Востровский сельсовет.

## География
Расположено на северо-востоке района. Граничит:
- на западе и юге с Нюксенским сельским поселением,
- на востоке с Опокским и Ломоватским сельскими поселениями Великоустюгского района,
- на севере с Киземским сельским поселением Архангельской области.

Населённые пункты расположены в южной части территории, большая часть — на берегах Сухоны.
Сельское поселение Востровское, Нюксенского муниципального района, Вологодской области занимает территорию 81683 гектара. В состав сельского поселения входят 9 населенных пунктов. Население проживает в 5 населенных пунктах. Большая часть населенных пунктов расположена на живописных берегах реки Сухоны.
Связующим звеном является автомобильный транспорт. По территории поселения проходит асфальтированная дорога регионального значения Вологда - Великий Устюг. Ближайшие железнодорожные станции: Великий Устюг- 100 км. и Ядриха-153 км.

## Население
Численность населения сельского поселения на 1 января 2014 года составляет 783 человека, в том числе трудоспособного населения - 419 человек. В 2013 году родилось 3 человека, умерло 16 человек.

## Здравоохранение
На территории сельского поселения работают три фельдшерско- акушерских пункта: Копыловский, Левашский и Востровский. К сожалению в 2013 году произошло сокращение медицинских работников, но на сегодня ФАПы укомплектованы квалифицированным медицинским персоналом. Фельдшерско-акушерские пункты Востровский и Левашский в хорошем состоянии, Копыловский требует косметического ремонта. За Левашским фапом закреплена санитарная машина.

## Культура и спорт
Услуги культуры оказывает МБУК «Востровский Дом культуры», с двумя филиалами: Левашский и Копыловский клуб. С мая 2013 года приостановлена деятельность Копыловского клуба ,так как в данном учреждении нет развития художественной самодеятельности и совершенствования досуговой деятельности. С 1 января 2013 года полномочие по обеспечению граждан услугами учреждений культуры передано на районный уровень. Администрация сельского поселения способствует развитию физической культуры и спорта на территории поселения. Приобретается спортивный инвентарь, финансируется проведение спортивных мероприятий районного и поселенческого уровня. Одной из проблем в развитии физкультуры и спорта является отсутствие специалистов в данной сфере.

## Сельское хозяйство
В настоящее время сельское хозяйство поселения представлено двумя сельскохозяйственными производственными кооперативами «Колос» и «Восход». Данные предприятия в 2013 году впервые не занимались выращиванием зерновых культур. В 2011 году СПК «Восход» полностью ликвидировал поголовье молодняка КРС в д.Заболотье. Оба предприятия живут за счёт заготовки древесины.

## Лесозаготовки и переработка древесины
На территории сельского поселения нет промышленных предприятий. Работавшее ранее ООО «БиоЭнергоКрат» прекратило свою деятельность. Оставшиеся работники заняты охраной территории. Заготовкой леса занимаются индивидуальные предприниматели. Все имеют пилорамы. Заготовкой леса также занимаются ООО «Востровское ЖКХ» и сельскохозяйственные предприятия: СПК «Восход» и СПК «Колос» .В 2013 году объём заготовленной древесины составил - 40 772 м³, что составляет - 16.6% к уровню района. Произведено пиломатериалов - 2 991 м³, что составляет 12.4 % к уровню района. По сравнению с 2012 годом объёмы увеличились

## Населённые пункты
В 1999 году был утверждён список населённых пунктов Вологодской области. С тех пор состав Востровского сельсовета не изменялся.
В состав сельского поселения входят 9 населённых пунктов, в том числе
7 деревень,
2 посёлка.
| Населённый пункт  | ОКАТО          | Рег. номер | Расстояние до районного центра, км | Расстояние до центра поселения, км | Индекс | Координаты                      |
| ----------------- | -------------- | ---------- | ---------------------------------- | ---------------------------------- | ------ | ------------------------------- |
| деревня Борщовик  | 19 236 820 002 | 5162       | 70                                 | 1                                  | 161393 | 60°33′27″ с. ш. 45°00′17″ в. д. |
| деревня Вострое   | 19 236 820 001 | 5161       | 69                                 | —                                  | 161393 | 60°32′17″ с. ш. 44°55′33″ в. д. |
| деревня Заболотье | 19 236 820 003 | 5163       | 70                                 | 1                                  | 161393 | 60°31′45″ с. ш. 44°54′31″ в. д. |
| посёлок Копылово  | 19 236 820 004 | 5164       | 87                                 | 18                                 | 161393 | 60°34′55″ с. ш. 45°04′52″ в. д. |
| посёлок Леваш     | 19 236 820 005 | 5165       | 62                                 | 7                                  | 161395 | 60°31′15″ с. ш. 44°53′03″ в. д. |
| деревня Пустынь   | 19 236 820 006 | 5166       | 82                                 | 13                                 | 161394 | 60°34′24″ с. ш. 45°00′54″ в. д. |
| деревня Сокольная | 19 236 820 007 | 5167       | 96                                 | 27                                 | 161393 | 60°36′14″ с. ш. 44°56′16″ в. д. |
| деревня Стрелка   | 19 236 820 008 | 5168       | 81                                 | 12                                 | 161394 | 60°34′12″ с. ш. 45°02′27″ в. д. |
| деревня Ягрыш     | 19 236 820 009 | 5169       | 97                                 | 28                                 | 161393 | 60°35′40″ с. ш. 44°55′48″ в. д. |